# Branting (släkt)
För andra betydelser, se Branting (olika betydelser).
Branting är en svensk släkt. 
Släktens stamfader är regementsskrivaren vid Smålands kavalleri Göran Branting (död 1694) i Nöbbele socken, som även var stamfader till adelsätten Adlerbrant. Svenskt biografiskt lexikon uppger att denne härstammade från Norrköping och att namnet upptagits av fadern.

## Personer ur släkten
- Jacob Branting (1754–1836), kronofogde
- Johan Gustaf Branting (1757-1827), landshövding
- Lars Gabriel Branting (1799–1881), gymnast (den föregåendes kusinson)
- Anna Branting (född Jäderin, 1855–1950), författare (den följandes hustru)
- Hjalmar Branting (1860–1925), statsminister (Lars Gabriels son)
- Agnes Branting (1862–1930), textilkonstnär och författare
- Georg Branting (1887–1965), advokat och riksdagsman (Annas och Hjalmars son)
- Jacob Branting (1930–2006), journalist och författare (son till Georg)